# 奇跡 (サウンドトラック)
『奇跡』(きせき）は2011年に劇場公開された映画『奇跡』のサウンドトラックである。2003年に発売されたジョゼと虎と魚たち以来、くるり名義としては8年ぶり2枚目のサウンドトラックとなる。2011年11月9日にSPEEDSTAR RECORDSから発売された。

## 概要
是枝裕和監督の呼びかけにより、ギャガ配給映画『奇跡』の主題歌、および劇中音楽をくるりが制作した。1曲目の鹿児島民謡「鹿児島おはら節」のアレンジに加え、挿入歌「最終列車」、14曲のインストゥルメンタル、主題歌「奇跡」からなる。ラストの主題歌の「奇跡」は、映画公開前の6月1日にワンコインシングルとして発売されている。この2011年は、4月に公開された映画『まほろ駅前多田便利軒』の音楽も岸田繁がてがけ、岸田名義で発売している（主題歌「キャメル」と「まほろ駅前多田便利軒」はくるり名義）。

## 収録曲
1. 鹿児島おはら節 （編曲：くるり / 田中佑司）
オリジナルは鹿児島県の代表的な民謡
2. プールとたこ焼きと市バス （作曲：岸田繁）
3. 龍之介と父親 （作曲：岸田繁）
4. 学校へ行こう （作曲：岸田繁）
5. 周吉と山本 （作曲：岸田繁）
6. :中央駅にて （作曲：岸田繁）
7. 花火だ花火だ （作曲：岸田繁）
8. 鹿児島にて
9. ぞわぞわ （作曲：岸田繁）
10. それぞれの日々 （作曲：佐藤征史）
11. 軍資金のテーマ （作曲：岸田繁）
12. 最終列車 （作詞・作曲：岸田繁 / 編曲：くるり）
13. コスモス （作曲：岸田繁 / 佐藤征史）
14. 走れ （作曲：岸田繁）
15. 願い （作曲：岸田繁）
16. 帰路 （作曲：岸田繁 / 佐藤征史）
17. 奇跡 （作詞・作曲：岸田繁 / 編曲：くるり）
大鵬薬品工業「チオビタドリンク」のCMソング
くるりの24枚目のシングル

## 参加ミュージシャン
- 岸田 繁：ギター、ボーカル、キーボード、三線
- 佐藤征史：ベース
- 山内総一郎（フジファブリック）：ギター
- 高田漣：ペダルスティール、バンジョー
- 佐藤良成（ハンバート ハンバート）：フィドル
- BOBO：ドラム、パーカッション
- 田中佑司：ドラム、パーカッション、キーボード、メロディカ